# پیر امریک اوبامیانگ
پیر-امریک امیلیانو فرانسوا اوبامیانگ (به فرانسوی: Pierre-Emerick Emiliano François Aubameyang‎؛ زادهٔ ۱۸ ژوئن ۱۹۸۹) که با شکل ساده‌تر اوبا بازیکن فوتبال اهل گابن است که برای تیم ملی گابن و باشگاه مارسی در پست مهاجم بازی می‌کند. او اقلب به یکی از بهترین مهاجم های دهه اخیر شناخته می‌شود. او توانسته در باشگاه بروسیا دورتموند به دو قهرمانی سوپر جام و یک قهرمانی جام حذفی دست بیاورد، او همچنین توانست در باشگاه آرسنال کفش طلا لیگ انگلیس رو به صورت مشترک به همراه محمد صلاح و سادیو مانه کسب کند و توانست در آرسنال قهرمان جام حذفی و قهرمان جام خیریه انگلستان شود، او بهترین گلزن تیم ملی گابن است و سریع ترین بازیکن فیفا ۱۷ بوده و سرعت حمل توپ بالایی دارد، او همچنین جایزه مارک ویوین فو را که به بهترین بازیکن افریقایی لیگ فرانسه تعلق می‌گیرد را کسب کرد. او با قراردادی آزاد تا سال ۲۰۲۷ به المپیک مارسی پیوسته است
او فوتبال حرفه ای خود را در ۱۹ سالگی رده بزرگسالان در میلان آغاز کرد. و تا سال ۲۰۱۳ به سه تیم قرضی با نام های دیژون، لیل، موناکو پیوست، بعد از او به تیم سن اتین پیوست، در سال ۲۰۱۳ در سن ۲۴ سالگی به بورسیا دورتموند پیوست و اسم خود را به زبان ها انداخت و تا سال ۲۰۱۸ پیراهن این تیم را بر تن کرد، او توانست در باشگاه بروسیا دورتموند به دو قهرمانی سوپر جام و یک قهرمانی جام حذفی دست بیاورد، بعد از او مورد توجه تیم های زیادی قرار گرفت همچون آرسنال، رئال مادرید پس از کش قوس های فراوان اوبامیانگ با قرارداد ۶۳ میلیون یورو (۱۸۰ هزار پوندی) به آرسنال پیوست، در ۲۹ سالگی که به تیم آرسنال پیوسته بود در سال ۲۰۱۸ و ۲۰۱۹ توانست در باشگاه آرسنال کفش طلا لیگ انگلیس رو به صورت مشترک به همراه محمد صلاح و سادیو مانه کسب کند و توانست در آرسنال قهرمان جام حذفی و قهرمان جام خیریه انگلستان شود، بعد از جدایی از آرسنال به طور رایگان در نیم فصل سال ۲۰۲۲ به تیم بارسلونا پیوست، اما در همون سال مدیران باشگاه تمایل نداشتن با اوبامیانگ تمدید کنند و اوبامیانگ از تیم بارسلونا جدا شد و دوباره راهیه لیگ انگلیس شد به چلسی پیوست، بعد از جدایی اش از چلسی بعد یک سال، در سال ۲۰۲۳ به تیم مارسی پیوست، او همچنین جایزه مارک ویوین فو را که به بهترین بازیکن افریقایی لیگ فرانسه تعلق می‌گیرد را کسب کرد. او در سال ۲۰۲۴ به تیم تازه صعود کرده القادسیه عربستان سعودی پیوست و هم تیمی ناچو شد تا در فصل جدید فوتبالی خود در لیگ عربستان توپ بزند. 

## آمار ملی

### بازی‌های ملّی
اوبامیانگ اولین بازی ملی خود را برای تیم گابن در سال ۲۰۰۹ در سن ۱۹ سالگی انجام داد. او اولین گل ملی خود را در برابر مراکش به ثمر رساند در سال ۲۰۱۶ اوبامیانگ بهترین بازیکن سال آفریقا انتخاب شد
تا تاریخ ۹ سپتامبر ۲۰۲۳
| گابن  | گابن | گابن | گابن   |
| سال   | بازی | گل   | پاسِ گل |
| ----- | ---- | ---- | ------ |
| ۲۰۰۹  | ۷    | ۲    | ۰      |
| ۲۰۱۰  | ۱۰   | ۳    | ۱      |
| ۲۰۱۱  | ۵    | ۰    | ۰      |
| ۲۰۱۲  | ۸    | ۴    | ۳      |
| ۲۰۱۳  | ۴    | ۳    | ۰      |
| ۲۰۱۴  | ۴    | ۲    | ۱      |
| ۲۰۱۵  | ۱۰   | ۵    | ۲      |
| ۲۰۱۶  | ۴    | ۲    | ۰      |
| ۲۰۱۷  | ۴    | ۲    | ۰      |
| ۲۰۱۸  | ۲    | ۱    | ۱      |
| ۲۰۱۹  | ۵    | ۱    | ۱      |
| ۲۰۲۰  | ۲    | ۱    | ۰      |
| ۲۰۲۱  | ۶    | ۳    | ۱      |
| ۲۰۲۲  | ۱    | ۱    | ۰      |
| ۲۰۲۳  | ۲    | ۰    | ۰      |
| مجموع | ۷۴   | ۳۰   | ۱۰     |

### گل‌های ملّی
| شماره | تاریخ          | میزبان     | بازی ملی | حریف        | نتیجه | رقابت                          |
| ----- | -------------- | ---------- | -------- | ----------- | ----- | ------------------------------ |
| ۱     | ۲۸ مارس ۲۰۰۹   | کازابلانکا | ۱        | مراکش       | ۲–۰   | مقدماتی جام جهانی ۲۰۱۰         |
| ۲     | ۱۱ اوت ۲۰۰۹    | دئیپ       | ۳        | بنین        | ۱–۱   | دوستانه                        |
| ۳     | ۱۹ مه ۲۰۱۰     | آژاکسیو    | ۱۲       | توگو        | ۳–۰   | دوستانه                        |
| ۴     | ۱۱ اوت ۲۰۱۰    | الجزیره    | ۱۳       | الجزایر     | ۲–۱   | دوستانه                        |
| ۵     | ۱۷ نوامبر ۲۰۱۰ | سن گرتین   | ۱۷       | سنگال       | ۱–۲   | دوستانه                        |
| ۶     | ۲۳ ژانویه ۲۰۱۲ | لیبرویل    | ۲۴       | نیجر        | ۲–۰   | جام ملت‌های آفریقا ۲۰۱۲         |
| ۷     | ۲۷ ژانویه ۲۰۱۲ | لیبرویل    | ۲۵       | مراکش       | ۳–۲   | جام ملت‌های آفریقا ۲۰۱۲         |
| ۸     | ۳۱ ژانویه ۲۰۱۲ | فرانسویل   | ۲۶       | تونس        | ۱–۰   | جام ملت‌های آفریقا ۲۰۱۲         |
| ۹     | ۱۴ اکتبر ۲۰۱۲  | لومه       | ۳۰       | توگو        | ۱–۲   | مقدماتی جام ملت‌های آفریقا ۲۰۱۳ |
| ۱۰    | ۱۵ ژوئن ۲۰۱۳   | فرانسویل   | ۳۳       | نیجر        | ۴–۱   | مقدماتی جام جهانی ۲۰۱۴         |
| ۱۱    | ۱۵ ژوئن ۲۰۱۳   | فرانسویل   | ۳۳       | نیجر        | ۴–۱   | مقدماتی جام جهانی ۲۰۱۴         |
| ۱۲    | ۱۵ ژوئن ۲۰۱۳   | فرانسویل   | ۳۳       | نیجر        | ۴–۱   | مقدماتی جام جهانی ۲۰۱۴         |
| ۱۳    | ۱۱ اکتبر ۲۰۱۴  | فرانسویل   | ۳۷       | بورکینافاسو | ۲–۰   | مقدماتی جام ملت‌های آفریقا ۲۰۱۵ |
| ۱۴    | ۱۱ اکتبر ۲۰۱۴  | فرانسویل   | ۳۷       | بورکینافاسو | ۲–۰   | مقدماتی جام ملت‌های آفریقا ۲۰۱۵ |
| ۱۵    | ۱۷ ژانویه ۲۰۱۵ | باتا       | ۴۰       | بورکینافاسو | ۲–۰   | جام ملت‌های آفریقا ۲۰۱۵         |
| ۱۶    | ۲۵ مارس ۲۰۱۵   | بووه       | ۴۳       | مالی        | ۴–۳   | دوستانه                        |
| ۱۷    | ۲۵ مارس ۲۰۱۵   | بووه       | ۴۳       | مالی        | ۴–۳   | دوستانه                        |
| ۱۸    | ۵ سپتامبر ۲۰۱۵ | لیبرویل    | ۴۵       | سودان       | ۴–۰   | دوستانه                        |
| ۱۹    | ۹ اکتبر ۲۰۱۵   | رادس       | ۴۶       | تونس        | ۳–۳   | دوستانه                        |
| ۲۰    | ۲۵ مارس ۲۰۱۶   | فرانسویل   | ۴۹       | سیرالئون    | ۲–۱   | دوستانه                        |
| ۲۱    | ۲ سپتامبر ۲۰۱۶ | خارطوم     | ۵۰       | سودان       | ۲–۱   | دوستانه                        |
| ۲۲    | ۱۴ ژانویه ۲۰۱۷ | لیبرویل    | ۵۳       | گینه بیسائو | ۱–۱   | جام ملت‌های آفریقا ۲۰۱۷         |
| ۲۳    | ۱۸ ژانویه ۲۰۱۷ | لیبرویل    | ۵۴       | بورکینافاسو | ۱–۱   | جام ملت‌های آفریقا ۲۰۱۷         |
| ۲۴    | ۸ سپتامبر ۲۰۱۸ | لیبرویل    | ۵۷       | بوروندی     | ۱–۱   | مقدماتی جام ملت‌های آفریقا ۲۰۱۹ |
| ۲۵    | ۱۰ اکتبر ۲۰۱۹  | ول-دوآز    | ۶۰       | بورکینافاسو | ۱–۰   | دوستانه                        |
| ۲۶    | ۱۲ نوامبر ۲۰۲۰ | لیبرویل    | ۶۴       | گامبیا      | ۲–۱   | مقدماتی جام ملت‌های آفریقا ۲۰۲۱ |
| ۲۷    | ۲۵ مارس ۲۰۲۱   | لیبرویل    | ۶۶       | کنگو        | ۳–۰   | مقدماتی جام ملت‌های آفریقا ۲۰۲۱ |
| ۲۸    | ۱۱ اکتبر ۲۰۲۱  | فرانسویل   | ۷۰       | آنگولا      | ۲–۰   | مقدماتی جام جهانی ۲۰۲۲         |
| ۲۹    | ۱۲ نوامبر ۲۰۲۱ | فرانسویل   | ۷۱       | لیبی        | ۱–۰   | مقدماتی جام جهانی ۲۰۲۲         |
| ۳۰    | ۴ ژانویه ۲۰۲۲  | دبی        | ۷۲       | موریتانی    | ۱–۱   | دوستانه                        |

## دوران حرفه‌ای
سن اتین

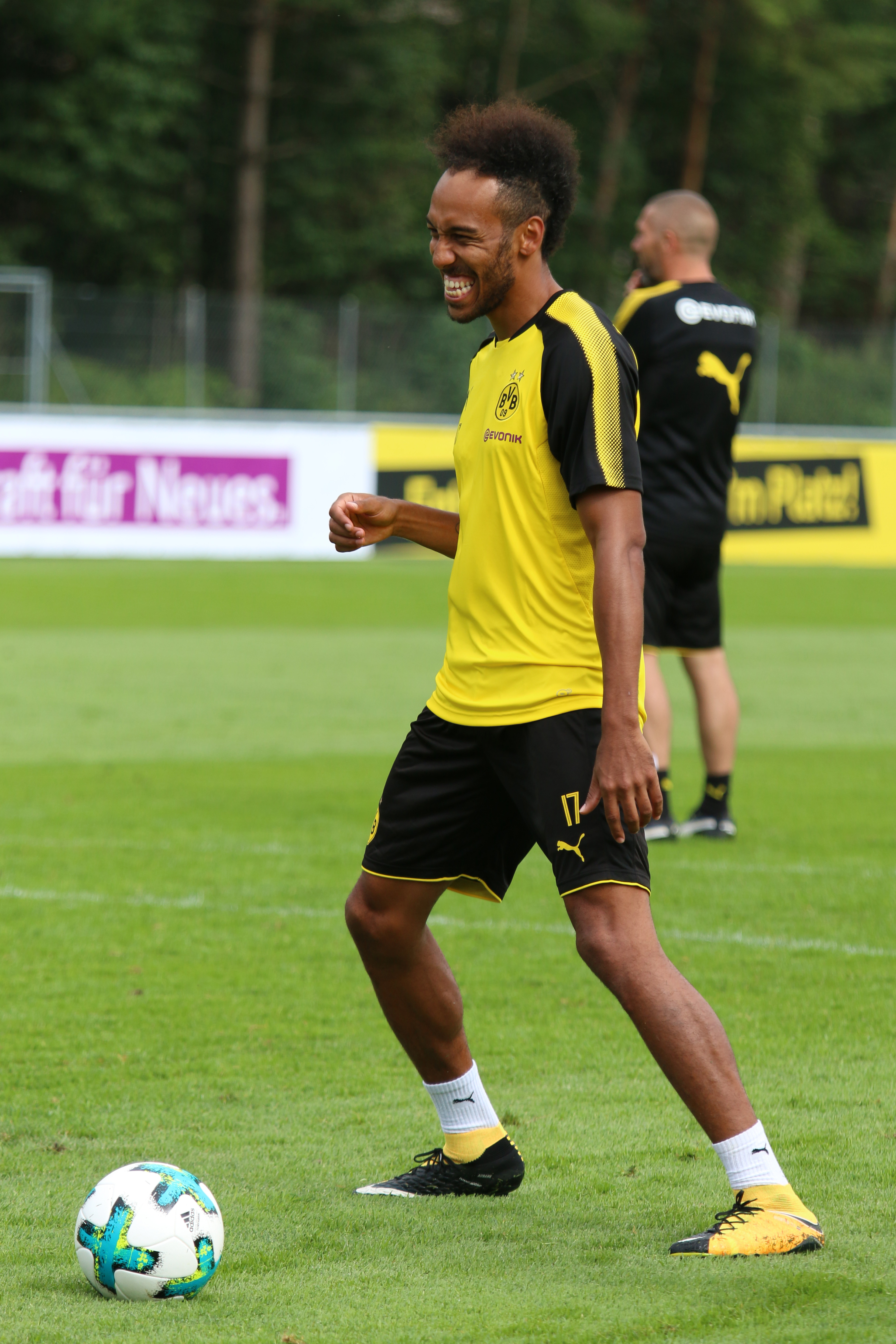
پیر-امریک امیلیانو فرانسوا اوبامیانگ در سال 2017

اوبامیانگ در سال ۲۰۰۷ به جوانان باشگاه فوتبال آ.ث. میلان پیوست و در ادامه در چند باشگاه به صورت قرضی بازی کرد تا نهایتاً درخشش خود را در باشگاه سن-اتین از سال ۲۰۱۱ آغاز کرد، او در فوریه سال ۲۰۱۲ درسن-اتین اولین هتریک خود را مقابل لوریان به ثمر رساند.
دورتموند
دو سال بعد در ۴ ژوئیه ۲۰۱۳ با پیوستن به باشگاه دورتموند نام او بر سر زبان‌ها افتاد، در باشگاه دورتموند به دو قهرمانی سوپر جام و یک قهرمانی جام حذفی دست یافت، در ۲۷ نوامبر سال ۲۰۱۳ او اولین گل خود را در لیگ قهرمانان اروپا در مرحله گروهی مقابل ناپولی به ثمر رساند.
ارسنال
وی در سال ۲۰۱۸ با قرار دادی به ارزش ۵۶ میلیون پوند(۶۰ میلیون یورو) به باشگاه آرسنال پیوست. او در فصل ۱۹–۲۰۱۸ توانست به همراه مانه و صلاح برنده کفش طلای لیگ جزیره شود. او در ۳۲ سالگی کماکان یکی از سریع‌ترین بازیکنان لیگ برتر انگلستان است که مسافت ۳۰ متر را در مدت زمان ۳٫۷ ثانیه می‌دود، او در آرسنال توانست قهرمان جام حذفی و قهرمان جام خیریه انگلستان شود، اوبامیانگ اولین هت تریک خود را برای آرسنال در پیروزی ۴–۲ این باشگاه مقابل والنسیا در ۹ مه ۲۰۱۹ به ثمر رساند. هت تریک او سبب شد او اولین بازیکن آرسنال شود که در یک‌نیمه نهایی اروپایی هت تریک می‌کند، در ۱۸ ژوئیه سال ۲۰۲۰در نیمه نهایی جام حذفی انگلیس، هر دو گل پیروزی بخش تیم را مقابل مدافع عنوان قهرمانی، منچسترسیتی به ثمر رساند. در فینال جام حذفی انگلیس، او گل پیروزی بخش تیم را مقابل چلسی از نقطه پنالتی وارد دروازه حریف کرد. اوبامیانگ با قهرمانی آرسنال به اولین بازیکن آفریقایی تبدیل شد که به عنوان کاپیتان تیم، جام حذفی انگلیس را برده‌است، در فصل ۲۰۲۲–۲۰۲۱ اوبامیانگ از فهرست بازی آرسنال مقابل ساوتهمپتون حذف شد. سرمربی آرسنال میکل آرتتا دلیل این امر عدم رعایت انضباط عنوان کرد. او قبلاً هم در دربی شمال لندن مقابل تاتنهام به دلایل انضباطی از بازی کردن محروم شده بود، که در آخر سکوت اوبامیانگ شکست و گفت (ارتتا با من درست رفتار نکرد و مثله دیوانه ها بیرونم کرد)
بارسلونا
او در۲ فوریه ۲۰۲۲ در دقایق پایانی پنجره نقل و انتقالات زمستان به صورت رایگان به بارسلونا پیوست
چلسی
در تاریخ ۲ سپتامبر ۲۰۲۲ این بازیکن با قراردادی به ارزش ۱۲ میلیون پوند به چلسی پیوست.  
المپیک مارسی
در سال ۲۰۲۳ به مارسی پیوست، او توانست در مارسی جایزه های فردی زیادی کسب کند، توانست جایزه مارک ویوین فو را که به بهترین بازیکن افریقایی لیگ فرانسه تعلق می‌گیرد را کسب کند،  و توانست بهترین بازیکن فصل و آقای گل فصل ل اروپا بشود، همچنین اوبامیانگ بهترین گلزن تاریخ لیگ اروپا شد.
القادسیه
او در سال ۲۰۲۴ به تیم تازه صعود کرده القادسیه عربستان پیوست و هم تیمی ناچو شد.

## زندگی شخصی
پدر اوبامیانگ با نام پیر اوبامیانگ فوتبالیست سابق تیم ملی تیم ملی گابن بوده و مادرش با نام مارگاریتا اصالتن اهل اسپانیا است، دوتا برادر ناتنی بزرگتر از خودش دارد و هردو فوتبالیست با نام های کاتیلینا اوبامیانگ و ویلی اوبامیانگ و همگی سابقه بازی برای تیم ملی گابن را در کارنامه دارند، ازدواج کرده است و صاحب دو پسره و به شدت خوانواده دوست، اوبامیانگ اصالتن فرانسوی است اما چون پدرش گابنیه و در تیم ملی گابن بازی کرده او هم به عشق پدرش در تیم ملی گابن بازی می‌کند، چند زبانه است و زبان‌های اسپانیایی، فرانسوی، انگلیسی، ایتالیایی و آلمانی صحبت می‌کند.